# Тутс Тилеманс
Тутс Тилеманс (на френски: Toots Thielemans), псевдоним на Жан-Батист Фредерик Изидор Тилеманс, е белгийски джаз музикант.
Нареждан сред най-значимите изпълнители на устна хармоника през XX век, той е известен също със своите изпълнения на китара, както и със свиренето с уста.

## Биография
Тилеманс е роден на 29 април 1922 година в Брюксел.
Започва кариерата си като китарист, като от края на 1940-те години работи с водещи американски джаз музиканти, а през 1952 година заминава за Съединените щати. Международна известност получава неговата композиция „Bluesette“ (1962), негова музика е използвана в много филми.
През 2001 година получава от белгийския крал благородническата титла барон.